# Bernardino Ramazzini
Bernardino Ramazzini (4. října 1633 Carpi – 5. listopadu 1714 Padova) byl italský lékař. Vystudoval Università degli Studi di Parma, vyučoval na univerzitách v Modeně a Padově. V roce 1700 vydal spis De Morbis Artificum Diatriba, v němž se jako první zabýval nemocemi z povolání. Popsal negativní dopady na zdraví u více než padesáti profesí a zdůraznil význam prevence, jeho závěry citoval v Kapitálu Karl Marx. Mimo jiné zaznamenal zvýšený výskyt karcinomu prsu u kojných. Popsal škodlivost konzumace hrachoru, objevil také účinek chinovníku na léčbu malárie, zkoumal příčiny vzniku dobytčího moru. Byl propagátorem hygienických zásad. Jeho jméno nese vědecká společnost Collegium Ramazzini.